# Ana Kojić
Ana Kojić (în sârbă Ана Којић; n. 4 octombrie 1997, în Kalenić) este o handbalistă din Serbia care evoluează pe postul de extremă dreapta pentru clubul românesc CSM Galați și echipa națională a Serbiei. Anterior ea a evoluat pentru altă echipă românească CS Dacia Mioveni 2012.

## Palmares
- Liga Campionilor:
  - Grupe principale: 2020
  - Grupe: 2021

- Cupa EHF:
  - Sfertfinalistă: 2023
  - Grupe: 2021, 2022

- Cupa EHF:
  - Turul 2: 2017

- Cupa Challenge:
  - Sfertfinalistă: 2015, 2016

- Campionatul Serbiei:
  -  Câștigătoare: 2016
  -  Medalie de argint: 2017, 2018, 2019

- Cupa Serbiei:
  -  Câștigătoare: 2016, 2017, 2019

- Campionatul Sloveniei:
  -  Câștigătoare: 2020

- Supercupa Sloveniei:
  -  Câștigătoare: 2019

- Campionatul Turciei:
  -  Câștigătoare: 2021

- Cupa Turciei:
  -  Câștigătoare: 2021